# Dušan Drašković
Dušan Drašković (Banja Luka, 20 juni 1939) is een Montenegrijns voetbalcoach en een voormalig voetballer uit Joegoslavië.

## Spelerscarrière
Zelf speelde hij onder meer voor Spartak Subotica, Vojvodina Novi Sad en Radnički Niš.

## Trainer-coach
Drašković was onder meer bondscoach van het Ecuadoraans voetbalelftal (1988-1993) en had de ploeg uit Zuid-Amerika in totaal 56 duels onder zijn hoede. Hij werd opgevolgd door interim-coach en oud-international Carlos Torres Garcés. Ook trainde Drašković verschillende clubs uit Ecuador. Drašković was daarnaast bondscoach van Bolivia (1996) en Sierra Leone (2000).

## Erelijst
Barcelona SC
- Campeonato Ecuatoriano

1995
 Comunicaciones
- Liga Nacional de Guatemala

2000 (A), 2000 (C)